# 克洛弗鎮區 (明尼蘇達州清水縣)
克洛弗鎮區（英語：Clover Township）是位於美國明尼蘇達州清水縣的一個行政鎮區。

## 地方資料
克洛弗鎮區的面積為45.70平方千米，當中陸地面積為44.20平方千米，而水域面積為1.50平方千米。根據2020年美國人口普查的數據，當地共有人口88人，而人口密度為每平方千米1.93人。